# Thomas Dutronc

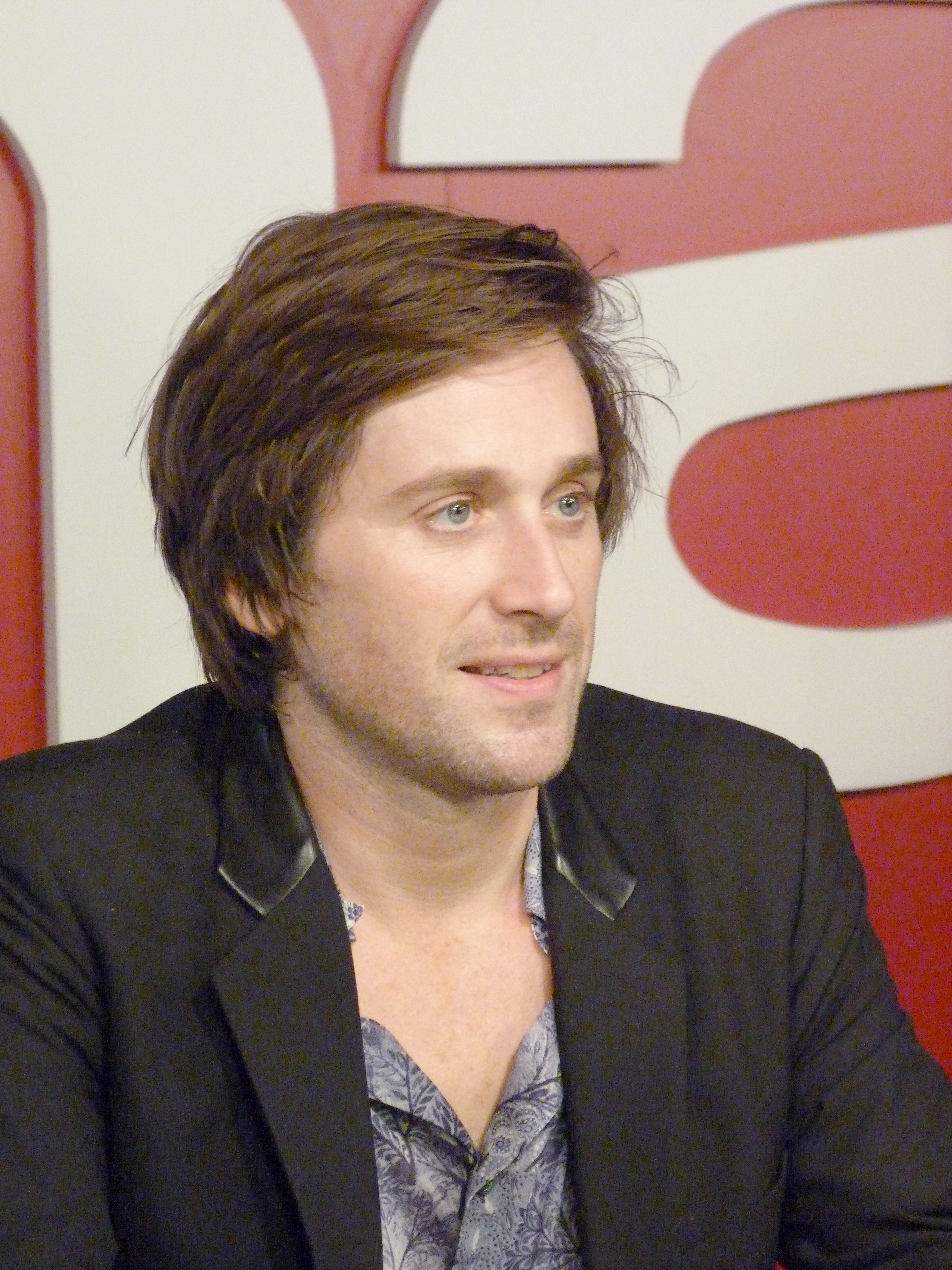
Thomas Dutronc, 2011

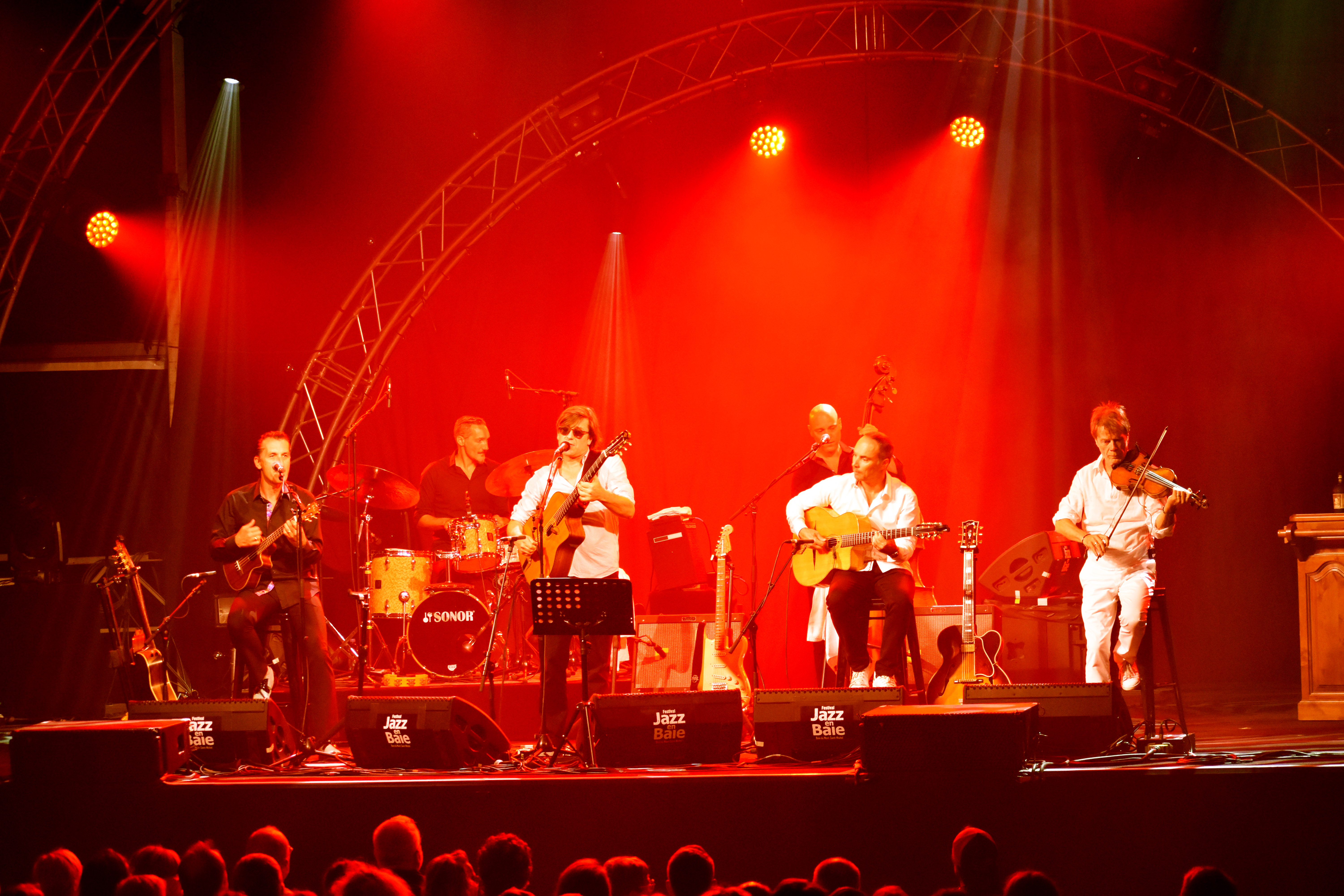
Thomas Dutronc beim Festival Jazz en Baie 2019

Thomas Dutronc (* 16. Juni 1973 in Paris) ist ein französischer Gitarrist, Sänger und Schauspieler.

## Leben
Thomas Dutronc ist der Sohn der Musiker Françoise Hardy und Jacques Dutronc.
Er besuchte das Collège Sévigné im Quartier du Val-de-Grâce im 5. Arrondissement von Paris. Nach seinem Abitur mit siebzehn Jahren erwarb er ein Diplom (DEUG) in Bildender Kunst mit dem Schwerpunkt Film. Unterdessen sammelte er Erfahrungen im Gypsy-Jazz und schlug nach dem Studienabschluss die Karriere eines Musikers ein.
Im Jahr 1995 wirkte er am Musikalbum Brèves Rencontres seines Vaters mit. 1999 und 2001 trat er erstmals als Filmschauspieler in Erscheinung. Er schrieb zudem das Lied Mademoiselle für Henri Salvador und war ein Jahr lang Mitglied der Gruppe Gipsy Project von Biréli Lagrène. 2002 gründete er mit Antoine Tatich und Jérôme Ciosi, die beide aus Korsika kamen, das A.J.T. Guitar Trio.
In den folgenden Jahren war Dutronc an mehreren Filmmusikprojekten beteiligt, etwa mit Matthieu Chedid bei Pascale Pouzadoux' Toutes les filles sont folles und bei Sylvain Chomets Das große Rennen von Belleville. Als Musiker wirkte er an einigen Alben seiner Mutter, Françoise Hardy, mit.
Am 30. Oktober 2007 veröffentlichte er das Album Comme un manouche sans guitare. Zwei Monate danach wurde es vom Syndicat National de l’édition Phonographique mit einer Goldenen Schallplatte ausgezeichnet. Am 8. März 2008 wurde er für die 23. Victoires de la Musique in den Kategorien Künstler, Entdeckung des Publikums und Album des Jahres nominiert. Vom 19. bis 21. November trat er erstmals im Pariser Olympia auf. 2009 wurde Comme un manouche sans guitare bei den 24. Victoires de la musique als Lied des Jahres ausgezeichnet.
Seit 2009 tritt Dutronc bei Benefizkonzerten der Enfoirés auf.
2011 erschien sein zweites Album, Silence on tourne, on tourne en rond. Zuletzt erschien im Jahr 2022 unter Beteiligung seines Vaters Dutronc et Dutronc.

## Auszeichnungen
- 2008: Globes de cristal für den besten männlichen Interpreten;
- 2008: Grand Prix de l’Union nationale des auteurs et compositeurs (UNAC) für das Lied J'aime plus Paris;
- 2008: Prix Raoul-Breton;[2]
- 2009: Victoires de la musique Preis als Lied des Jahres für Comme un manouche sans guitare;
- 2010: Chevalier Ordre des Arts et des Lettres.[3]

## Diskografie

### Alben
| Jahr | Titel                                    | Höchstplatzierung, Gesamtwochen, AuszeichnungChartplatzierungen (Jahr, Titel, Platzierungen, Wochen, Auszeichnungen, Anmerkungen) | Höchstplatzierung, Gesamtwochen, AuszeichnungChartplatzierungen (Jahr, Titel, Platzierungen, Wochen, Auszeichnungen, Anmerkungen) | Höchstplatzierung, Gesamtwochen, AuszeichnungChartplatzierungen (Jahr, Titel, Platzierungen, Wochen, Auszeichnungen, Anmerkungen) | Anmerkungen                                                 |
| Jahr | Titel                                    | FR | BEW | CH | Anmerkungen                                                 |
| ---- | ---------------------------------------- | --- | --- | --- | ----------------------------------------------------------- |
| 2007 | Comme un manouche sans guitare           | FR5 ×2Doppeldiamant · (158 Wo.)FR                                                                                                 | BEW7 (84 Wo.)BEW | CH61 (11 Wo.)CH | Erstveröffentlichung: 30. Oktober 2007                      |
| 2009 | Comme un manouche sans guitare : Le Live | FR69 (10 Wo.)FR | BEW46 (11 Wo.)BEW | — | Erstveröffentlichung: 26. Oktober 2009                      |
| 2011 | Silence on tourne, on tourne en rond     | FR2 (72 Wo.)FR | BEW2 (68 Wo.)BEW | CH21 (6 Wo.)CH | Erstveröffentlichung: 3. Oktober 2011                       |
| 2011 | Jazz Manouche by Thomas Dutronc          | FR184 (1 Wo.)FR | — | — |                                                             |
| 2015 | Éternels jusqu’à demain                  | FR4 Gold · (49 Wo.)FR | BEW5 (54 Wo.)BEW | CH24 (5 Wo.)CH | Erstveröffentlichung: 25. Mai 2015                          |
| 2018 | Live Is Love                             | FR23 (15 Wo.)FR | BEW21 (16 Wo.)BEW | CH62 (4 Wo.)CH | Erstveröffentlichung: 7. September 2018                     |
| 2020 | Frenchy                                  | FR2 Platin · (45 Wo.)FR | BEW2 (36 Wo.)BEW | CH7 (9 Wo.)CH | Erstveröffentlichung: 19. Juni 2020                         |
| 2022 | Dutronc & Dutronc                        | FR7 Gold · (14 Wo.)FR | BEW10 (10 Wo.)BEW | CH14 (5 Wo.)CH | Erstveröffentlichung: 4. November 2022 mit Jacques Dutronc  |
| 2023 | La tournée générale!                     | FR41 (5 Wo.)FR | BEW33 (5 Wo.)BEW | — | Erstveröffentlichung: 24. November 2023 mit Jacques Dutronc |
| 2024 | Il n’est jamais trop tard                | FR17 (10 Wo.)FR | BEW19 (8 Wo.)BEW | CH33 (1 Wo.)CH | Erstveröffentlichung: 13. September 2024                    |

### Singles
| Jahr | Titel Album                                      | Höchstplatzierung, Gesamtwochen, AuszeichnungChartplatzierungen (Jahr, Titel, Album, Platzierungen, Wochen, Auszeichnungen, Anmerkungen) | Höchstplatzierung, Gesamtwochen, AuszeichnungChartplatzierungen (Jahr, Titel, Album, Platzierungen, Wochen, Auszeichnungen, Anmerkungen) | Anmerkungen                                           |
| Jahr | Titel Album                                      | FR | BEW | Anmerkungen                                           |
| ---- | ------------------------------------------------ | --- | --- | ----------------------------------------------------- |
| 2008 | J’aime plus Paris Comme un manouche sans guitare | — | BEW39 (1 Wo.)BEW |                                                       |
| 2009 | Comme un manouche sans guitare                   | FR30 (19 Wo.)FR | — | Erstveröffentlichung: 9. Februar 2009                 |
| 2011 | Demain! Silence on tourne, on tourne en rond     | FR50 (13 Wo.)FR | BEW21 (7 Wo.)BEW | Erstveröffentlichung: 11. Juli 2011                   |
| 2013 | Le blues du Rose Le soldat rose 2                | FR94 (2 Wo.)FR | — | aus dem Soundtrack des Musicals Le soldat rose 2      |
| 2013 | Tout le monde veut devenir un cat We Love Disney | FR107 (2 Wo.)FR | — | Erstveröffentlichung: 2. Dezember 2013 mit Laura Smet |
| 2015 | Allongés dans l’herbe Éternels jusqu’à demain    | FR175 (1 Wo.)FR | — | Erstveröffentlichung: 16. März 2015                   |
| 2016 | Aragon Éternels jusqu’à demain                   | FR136 (1 Wo.)FR | — | Erstveröffentlichung: 4. April 2016                   |

## Filme
- 1999: Le Derrière – Regie: Valérie Lemercier
- 2001: Confession d’un dragueur – Regie: Alain Soral
- 2012: Hénaut Président – Regie: Michel Muller
- 2020: Belle Fille – Regie: Méliane Marcaggi

## Filmmusik
- 2003: Toutes les filles sont folles – Regie: Pascale Pouzadoux
- 2003: Das große Rennen von Belleville (Les triplettes de Belleville) – Regie: Sylvain Chomet
- 2005: Les Enfants – Regie: Christian Vincent
- 2010: Adèle und das Geheimnis des Pharaos (Les Aventures extraordinaires d’Adèle Blanc-Sec) – Regie: Luc Besson
- 2018: Verliebt in meine Frau (Amoureux de ma femme) – Regie:  Daniel Auteuil
- 2020: Belle Fille – Plötzlich Schwiegertochter (Belle Fille) – Regie: Méliane Marcaggi

## Bibliographie
- Lily Road: Thomas Dutronc, coll. Spectacles, éd. Fan de toi (ISBN 978-2-35601-022-3), erschienen am 20. Februar 2009